# CHXX-FM
CHXX-FM (publicisée sous le nom de BPM Sports) est une station de radio québécoise appartenant à RNC Média et diffusant dans la ville de Québec, à la fréquence 100,9 MHz avec une puissance de 3 100 W à partir du mont Bélair. Le 100.9 propose un format talk sports en réseau avec CKLX-FM de Montréal, ainsi que de la musique durant la nuit.

## Histoire
Le 13 janvier 1995, la Coopérative du Courrier de Portneuf obtient une licence de radiodiffusion du CRTC à Donnacona à la fréquence 100,9 MHz d'une puissance de 3 100 W, et un réémetteur à Sainte-Croix-de-Lotbinière à la fréquence 105,5 MHz d'une puissance de 18 W. CKNU-FM entre en ondes le 4 septembre 1995. Par conditions de licence, il leur est interdit de solliciter de la publicité à l'extérieur de la région de Portneuf.
Croulant sous les dettes, CKNU est mis en vente en mars 1998. En novembre 1998, le CRTC approuve la vente de la station à Genex Communications. À ce moment-là, Genex venait de se porter acquéreur de CHOI-FM.
En octobre 2000, CKNU s'affiche comme COOL-FM. Le CRTC refuse la demande de déplacer son émetteur à Val-Bélair et de supprimer la restriction publicitaire,, et une nouvelle fois en juillet 2002, et encore une fois en décembre 2003 concernant la restriction publicitaire.
En août 2004, la propriété est transférée à une compagnie à numéro appartenant à Patrice Demers. Suivant les déboires à CHOI-FM, Genex vend ses deux stations en 2005 à Radio-Nord. Le CRTC approuve la décision le 23 décembre 2005. Le lendemain, Radio-Nord annonce des mises à pied. L'animateur vedette André Arthur fait le saut en politique pour les Élections fédérales canadiennes de 2006.
En août 2006, le CRTC approuve finalement la demande de déplacement de l'émetteur au Mont Bélair. Ses studios sont relocalisés au même endroit que sa station sœur, CHOI-FM. CKNU devient CHXX le 4 septembre 2007, Radio X2 ROCK 100.9, et ensuite ROCK 100.9 jusqu'au 20 janvier 2017, et jouait de la musique rock. Parmi ses animateurs vedettes, il y avait Dany « Babu » Bernier, Izabelle Desjardins, Mathieu Marcotte et Marto Napoli.
La station a proposé de février 2017 à août 2019 un format qui misait sur la musique nostalgique des décennies 1970, 1980 et 1990. Son équipe d’animation était composée de Marie-Josée Longval, Yannick Tremblay, Véronique Racine, Mario Grenier, Chantal Baribeau, Ricky Dee, Dennis Hennessey et Jean Sasseville.
À l'automne 2022, la station change de format et rejoint le réseau BPM Sports dont le contenu provient principalement de la station CKLX-FM à Montréal.

## Animateurs
[réf. nécessaire]
- Dany Bernier (Rock 100.9)
- Yannick Tremblay
- Isabelle Desjardins
- Mathieu Marcotte (Rock 100.9)
- Élodie Déry (Rock 100.9)
- Bruno Lachance
- Joannie Hamel
- Stéphane Papillon
- Gabriel Auclair
- Pascale Picard
- Philippe Proulx (Rock 100.9)
- Véronique Racine
- Laurent Boulet
- Geneviève Landry
- Martin Castonguay
- Jacky Pop
- Martin Sirois
- Mathieu Tanguay
- Patricia Vincent
- André Arthur
- Mélissa Bernier (COOL)
- Isabelle Tremblay (COOL)
- Stéphane Plante (COOL)
- Jean-Martin Paulin (COOL)
- André Jean (CKNU)
- Denis Beaumont (CKNU)
- Charlotte Lemieux (CKNU)